# 2020年费城警察枪杀黑人男子事件
2020年费城警察枪杀黑人男子事件是發生於2020年10月26日的一場美國賓夕法尼亞州費城警察槍殺27岁的非裔美国人沃尔特·华莱士（Walter Wallace Jr.）的事件。當天有人報警稱費城一黑人社區發生一名男子毆打一名老年婦女的暴力行為。隨後两名费城警察趕到事發現場。警察發現沃尔特·华莱士揮舞刀具朝自己走來，警方隨即要求沃尔特·华莱士把刀放下，但華萊士并未執行，警方便朝华莱士的肩膀和胸部開槍射擊。华莱士送醫後宣告不治身亡。华莱士的家人聲稱华莱士患有精神疾病。
为了抗議費城警察槍殺黑人，10月26日至27日，费城各地发生示威活动，結果有些示威升級為暴力和抢劫活動，導致53名警察受伤，127人被捕。費城市政府不得不於10月28日對費城實施宵禁，同時賓夕法尼亞州政府在費城部署宾夕法尼亚国民警卫队並且宣佈費城進入緊急狀態。此外波特蘭和紐約於10月27日也發生針對費城警方槍殺黑人事件的抗議活動和暴力事件。